# 켈리 워드
켈리 워드(Kelly Ward, 1956년 11월 17일 ~ )는 미국의 배우, 각본가, 성우, 텔레비전 배우, 영화배우이다.
샌디에이고에서 태어났다.

## 영화
- 사무엘 풀러의 삶 (2013년)
- 찰리의 하늘나라 대소동 (1996년)
- 날아라 삼총사 (1993년)
- 지옥의 영웅들 (1980년)
- 그리스 (1978년) - T-Birds - 퍼지 역
- 형사 Q (1976년)
- 사랑의 승리 (1976년)